# 英語コーパス学会
英語コーパス学会（えいごコーパスがっかい、英名 Japan Association for English Corpus Studies、略称JAECS）は、コンピュータを利用した英語英文学研究の促進を目的として1993年に設立された学会 。
事務局を広島県東広島市鏡山1-7-1広島大学大学院総合科学研究科井上永幸研究室内に置いている。

## 活動
- 大会の開催、会誌の刊行など[1]

## 会誌
- 『英語コーパス研究』（English Corpus Studies）